# Пастка для свінгерів
Пастка для свінгерів — трилер 2001 року.

## Сюжет
Алан і Венді — звичайнісіньке подружжя, але з невеличкою проблемою: вони не влаштовують одне одного в ліжку. Книжки, консультації та іграшки із секс-шопів не допомагають. Усе змінює знайомство за оголошенням із Джеком та Луїзою. Піддавшись на вмовляння, Алан та Венді погоджуються влаштувати побачення вчотирьох. Те, що вони відчули, вони не могли уявити навіть у найсміливіших фантазіях. Здійснивши «експеримент», вони вирішують повернутися до нормального подружнього життя. Але Джек та Луїза не збираються розлучатися з новими партнерами. Вони розпочинають смертельно небезпечну гру.